# 2C2-NBOMe
2C2-NBOMe (NBOMe-MMDPEA-2) — производное фенэтиламина из класса 25-NB. Он действует как мощный агонист рецептора 5-HT2A с более слабой активностью в 5-HT2B и 5-HT2C и вызывает реакцию подергивания головы в исследованиях на животных, что часто коррелирует с потенциалом психоделических эффектов у людей. Он связан по структуре с производными психоделического амфетамина, такими как MMDA-2, и является первым производным фенэтиламина с метилендиоксизамещением в фенильном кольце, но без алкильного замещения в альфа-углероде, которое, как было показано, вызывает соответствующую психоделию реакцию у животных.